# Vanilla ochyrae
Espèce
Vanilla ochyrae Szlach. & Olszewski est une espèce d'Orchidées du genre Vanilla, originaire du Cameroun. 

## Étymologie
Son épithète spécifique ochyrae rend hommage au bryologiste polonais Ryszard Ochyra (en).

## Distribution
Endémique du Cameroun, elle a d'abord été considérée comme une espèce menacée (EN), selon les critères de l'UICN, car elle n'avait été collectée que sur trois sites : dans la région du Centre, à Meven Nanga Eboko ; dans la région de l'Est à Bertoua, par Henri Jacques-Félix en 1939, et à Djomedjo (Djomedja ?). Dans l'intervalle elle a été récoltée également dans la réserve du Dja, où, quoique rare, elle bénéficie d'une certaine protection, mais elle reste vulnérable.

## Description et habitat

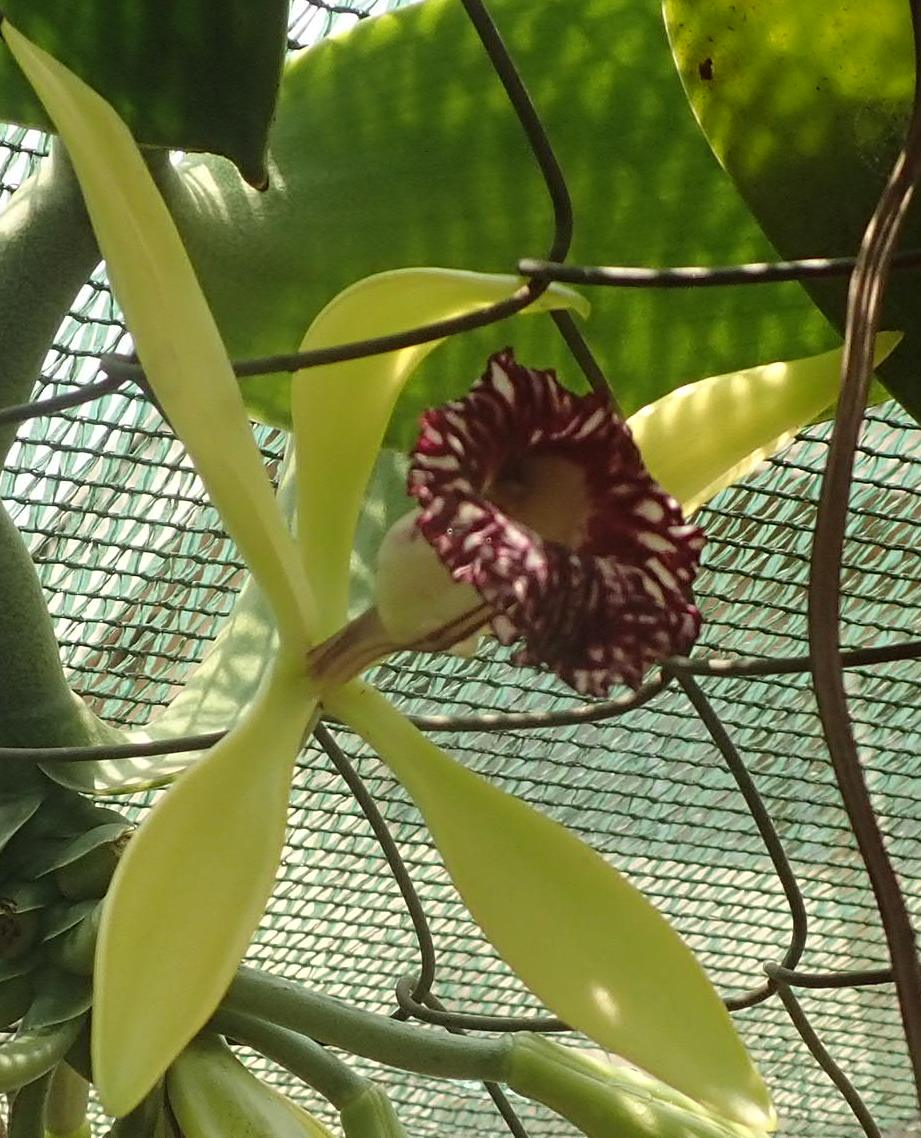
Fleur

C'est une liane grimpante qu'on trouve sur les grands arbres de la forêt dense de terre ferme et à proximité de marécages, le plus souvent à une altitude comprise entre 600 et 700 m.
Elle est proche de Vanilla imperialis, dont elle se distingue notamment par son labelle trilobé.